# Мечиславка
Мечиславка (укр. Мечиславка) — село в Благовещенской городской общине Голованевского района Кировоградской области Украины.
До 2020 года входило в Благовещенский район
Население по переписи 2001 года составляло 841 человек. Почтовый индекс — 26415. Телефонный код — 5259.

## Известные уроженцы
- Дудник, Григорий Сергеевич (1908—1991) — советский военачальник, генерал-лейтенант.
- Поплавский, Михаил Михайлович (род. 1949) — украинский певец и ректор Киевского национального университета культуры и искусств в 1993—2015 годах, доктор педагогических наук, профессор, народный артист Украины, народный депутат Украины IV, VII и VIII созывов.
- Глинский, Борис Степанович (1934—2016) — учитель математики, Соросовский учитель — лауреат премии Фонда Сороса.